# Haplorhynchites quadripennis
Espèce
Haplorhynchites quadripennis est une espèce d'insectes coléoptères appartenant à la famille des Attelabidae.